# Јужни амами-ошима језик
Јужни амами-ошима језик (ISO 639-3: ams; južni amami-osima) језик северне амами-окинава подгрупе, шире рјукјуанске групе, јапанска породица, којим говори око 1.800 људи (2004), на северу острва Окинаве, југу острва Амами Ошима и острвима Какерома, Јоро, Уке у Јапану.
Припада северној амами-окинавској подгрупи. Говоре га претежно особе преко 50 година; млађи га разумеју, али се служе у већини случајева јапанским [jpn].